# John Sutton (voetballer)
John William Michael Sutton (Norwich, 26 december 1983) is een Engelse voetballer die doorgaans speelt als spits. In 2015 verruilde hij Motherwell voor St. Johnstone. Sutton is de zoon van voormalig voetballer Mike Sutton en de jongere broer van, eveneens voetballer, Chris Sutton.

## Clubcarrière
Sutton debuteerde voor Hearts FC op 23 juli 2011 in de uitwedstrijd tegen Rangers FC. De wedstrijd werd met 1-1 gelijkgespeeld.

## Interlandcarrière
Sutton is uitgekomen voor het Engelse voetbalelftal onder 15 en 16.